# Einführer
Im Sinne des Außenwirtschaftsrechtes ist gemäß § 2 Abs. 10 AWG Einführer, wer (also jede natürliche oder juristische Person) Waren (§ 2 Abs. 22 AWG) in das Inland (§ 63 Nr. 1 AWV) liefert oder liefern lässt. Es gilt bei grenzüberschreitenden Kaufverträgen mit Unionsfremden (§ 2 Abs. 19 AWG, also zum Beispiel eine deutsche Firma kauft etwas von einer chinesischen Firma) nur der inländische Vertragspartner als Einführer (§ 2 Abs. 15 AWG). Der Spediteur, Frachtführer, Zollagent etc. gilt nicht als Einführer, sondern nur der Empfänger der Waren.